# 果曲 (盖曲)
果曲（藏語：སྒོ་ཆུ，威利转写：sgol chu）也作郭曲、各曲，位于中国西藏自治区昌都市江达县西北部的一条河流，是盖曲的右岸支流。发源于生达乡境内巩扎玛山北侧，向东南流，于格宗村上游转向西南流，经格宗村、压达、达朗达、尼虾克、生报卡、达赤改等地后注入盖曲。河长48千米，流域面积550平方千米，落差880米。流域山峦起伏，沟壑纵横，交通不便，仅有乡镇公路。经济半农半牧，两岸阶地上有零星农田分布。